# Périers (Manche)
Périers er en kommune, som ligger på den vestlige side af Cotentin-halvøen i Manche-departmentet i Normandie-regionen i det nordvestlige Frankrig.

## Eksterne kilder
- Périers på hjemmesiden for l'Institut géographique national Arkiveret 3. juni 2008 hos  Wayback Machine